# Eremothecium
Eremothecium es un género de hongos de la familia Eremotheciaceae.